# Rencurel
Rencurel ist eine französische Gemeinde mit 349 Einwohnern (Stand: 1. Januar 2022) im Département Isère in der Region Auvergne-Rhône-Alpes. Sie gehört zum Arrondissement Grenoble und zum Kanton Le Sud Grésivaudan (bis 2015: Kanton Pont-en-Royans). Die Einwohner werden Rencurellois(es) genannt.

## Geographie
Rencurel liegt auf einem Bergrücken im Vercors. Der Fluss Bourne begrenzt die Gemeinde im Süden. Das Gemeindegebiet gehört zum Regionalen Naturpark Vercors. Umgeben wird Recurel von den Nachbargemeinden Rovon im Norden und Nordwesten, Saint-Gervais im Norden, Méaudre im Osten, Villard-de-Lans im Süden und Südosten, Saint-Julien-en-Vercors im Süden, Choranche im Süden und Südwesten, Presles im Südwesten, Saint-Pierre-de-Chérennes und Izeron im Westen sowie Malleval-en-Vercors im Westen und Nordwesten.

## Weblinks

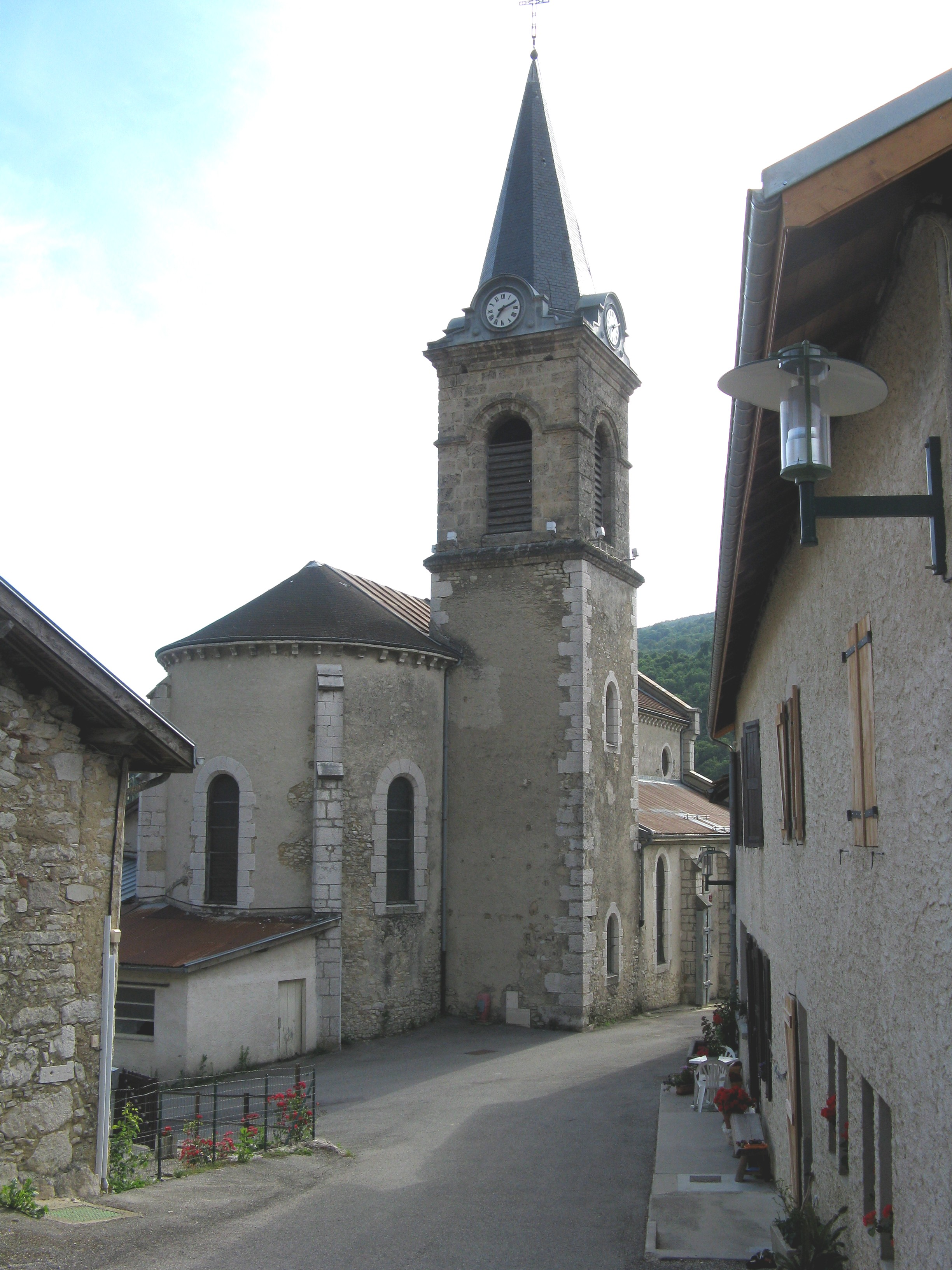
Kirche Saint-Jean-Baptiste

## Bevölkerung
| Jahr                       | 1962 | 1968 | 1975 | 1982 | 1990 | 1999 | 2006 | 2012 |
| -------------------------- | ---- | ---- | ---- | ---- | ---- | ---- | ---- | ---- |
| Einwohner                  | 405  | 365  | 310  | 292  | 270  | 298  | 310  | 301  |
| Quellen: Cassini und INSEE |      |      |      |      |      |      |      |      |

## Sehenswürdigkeiten
- Kirche Saint-Jean-Baptiste